# Ерик Драмонд
Ерик Драмонд (1876–1951) је био британски дипломата и први генерални секретар Друштва народа (1920–1933).